# Zuñi jezik
Zuñi jezik (zuni; ISO 639-3: zun), izolirani indijanski jezik kojim govori 9 650 ljudi (2000 SIL) na području američke savezne države Novi Meksiko. prema starijoj klasifikaciji bio je predstavnik velike sada ex-jezične porodice uto-aztec-tanoan, koju je činio s porodicama Juto-asteka, tanoan i kiowan.
Jezikom zuni govore pripadnici istoimenog plemena Zuñi. Za njega je ustanovljeno da nije srodan nijednom drugom poznatom jeziku.

## Rječnik
- Do:pa... 1
- Kwili... 2
- Ha'i... 3
- A:wide... 4
- Ap'de... 5
- Łashik'i... čovjek
- Mak'i... žena
- Watsida... pas
- Ya'dok'ya... sunce
- Yachunne... mjesec
- Ky'awe... voda[2]

## Vanjske poveznice
- Ethnologue (14th)
- Ethnologue (15th)